# Gare de Château-du-Loir
Gare de Château-du-Loir vasútállomás Franciaországban, Château-du-Loir településen.

## Vasútvonalak
Az állomást az alábbi vasútvonalak érintik:
- Tours–Le Mans-vasútvonal
- Chartres–Bordeaux-vasútvonal

## Kapcsolódó állomások
A vasútállomáshoz az alábbi állomások vannak a legközelebb:
- Gare de Vaas (Gare du Mans, Tours–Le Mans-vasútvonal)
- Gare de Saint-Paterne (Gare de Tours, Tours–Le Mans-vasútvonal)